# Estadio Osvaldo Roberto
Das Estadio Osvaldo Roberto, auch als Parque Osvaldo Roberto bezeichnet, ist ein Fußballstadion in der uruguayischen Hauptstadt Montevideo.
Das 8.500 Zuschauer fassende Stadion befindet sich im montevideanischen Barrio Sayago an der Avenida Millán 4712. Es dient dem Verein Racing Club de Montevideo als Heimspielstätte, auf dessen 1941 erworbenem 20.000 Quadratmeter großen Vereinsgelände es steht. Die Sportstätte wurde am 5. Oktober 1941 vor einer Kulisse von 4.000 Zuschauern mit dem Erstrundenspiel der Copa Uruguaya gegen Bella Vista (Endstand 1:1) eingeweiht. Das erste Tor im neuen Stadion schoss Antonio Álvarez. Am 25. Juli 1948 erhielt es zu Ehren eines gleichnamigen Gründungsmitglieds des Vereins seinen heutigen Namen.